# Grand Prix Formule 1 van Canada 1973
De Grand Prix Formule 1 van Canada 1973 werd gehouden op 23 september 1973 in Mosport Park. Dit was de eerste Formule 1 race met een safety car.

## Uitslag
| Positie | Nummer | Rijder                | Team              | Ronden | Tijd/Opgave      | Startplaats | Punten |
| ------- | ------ | --------------------- | ----------------- | ------ | ---------------- | ----------- | ------ |
| 1       | 8      | Peter Revson          | McLaren-Ford      | 80     | 59:04.0          | 2           | 9      |
| 2       | 1      | Emerson Fittipaldi    | Lotus-Ford        | 80     | 1:32.734         | 5           | 6      |
| 3       | 17     | Jackie Oliver         | Shadow-Ford       | 80     | 34.505           | 14          | 4      |
| 4       | 20     | Jean-Pierre Beltoise  | BRM               | 80     | 36.514           | 16          | 3      |
| 5       | 5      | Jackie Stewart        | Tyrrell-Ford      | 79     | + 1 Ronde        | 9           | 2      |
| 6       | 25     | Howden Ganley         | Iso Marlboro-Ford | 79     | + 1 Ronde        | 22          | 1      |
| 7       | 27     | James Hunt            | March-Ford        | 78     | + 2 Ronden       | 15          |        |
| 8       | 10     | Carlos Reutemann      | Brabham-Ford      | 78     | + 2 Ronden       | 4           |        |
| 9       | 23     | Mike Hailwood         | Surtees-Ford      | 78     | + 2 Ronden       | 12          |        |
| 10      | 29     | Chris Amon            | Tyrrell-Ford      | 77     | + 3 Ronden       | 11          |        |
| 11      | 11     | Wilson Fittipaldi Jr. | Brabham-Ford      | 77     | + 3 Ronden       | 10          |        |
| 12      | 9      | Rolf Stommelen        | Brabham-Ford      | 76     | + 4 Ronden       | 18          |        |
| 13      | 7      | Denny Hulme           | McLaren-Ford      | 75     | + 5 Ronden       | 7           |        |
| 14      | 26     | Tim Schenken          | Iso Marlboro-Ford | 75     | + 5 Ronden       | 24          |        |
| 15      | 4      | Arturo Merzario       | Ferrari           | 75     | + 5 Ronden       | 20          |        |
| 16      | 12     | Graham Hill           | Shadow-Ford       | 73     | + 7 Ronden       | 17          |        |
| 17      | 16     | George Follmer        | Shadow-Ford       | 73     | + 7 Ronden       | 13          |        |
| 18      | 24     | Carlos Pace           | Surtees-Ford      | 72     | + 8 Ronden       | 19          |        |
| NC      | 18     | Jean-Pierre Jarier    | March-Ford        | 71     | Niet geklasseerd | 23          |        |
| NC      | 28     | Rikky von Opel        | Ensign-Ford       | 68     | Niet geklasseerd | 26          |        |
| NF      | 21     | Niki Lauda            | BRM               | 62     | Transmissie      | 8           |        |
| NF      | 0      | Jody Scheckter        | McLaren-Ford      | 32     | Ongeluk          | 3           |        |
| NF      | 6      | François Cevert       | Tyrrell-Ford      | 32     | Ongeluk          | 6           |        |
| NF      | 15     | Mike Beuttler         | March-Ford        | 20     | Motor            | 21          |        |
| NF      | 2      | Ronnie Peterson       | Lotus-Ford        | 16     | Ophanging        | 1           |        |
| NF      | 19     | Peter Gethin          | BRM               | 5      | Oliepomp         | 25          |        |

## Statistieken
| Pole-position | Ronnie Peterson    | Lotus-Ford | 1:13.697 |
| Snelste ronde | Emerson Fittipaldi | Lotus-Ford | 1:15.496 |

## Noot
- Dit was de vijfde snelste ronde voor Emerson Fittipaldi.
- Eerste rondes als raceleider voor Niki Lauda.
- Tweede podiumplaats voor Jackie Oliver, en de eerste in 61 Grands Prix sinds zijn laatste podiumplaats, tijdens de Grote Prijs van Mexico van 1968. Dit was tot op dat moment de grootste tijdspanne tussen twee podiumplaatsen in. Oliver verbrak het 'record' van Jim Rathmann, die 42 Grands Prix moest wachten - tussen de Indianapolis 500 van 1953 en de Indianapolis 500 van 1957 - voor een nieuwe podiumplaats.

1967 · 1968 · 1969 · 1970 · 1971 · 1972 · 1973 · 1974 · 1976 · 1977 · 1978 · 1979 · 1980 · 1981 · 1982 · 1983 · 1984 · 1985 · 1986 · 1988 · 1989 · 1990 · 1991 · 1992 · 1993 · 1994 · 1995 · 1996 · 1997 · 1998 · 1999 · 2000 · 2001 · 2002 · 2003 · 2004 · 2005 · 2006 · 2007 · 2008 · 2010 · 2011 · 2012 · 2013 · 2014 · 2015 · 2016 · 2017 · 2018 · 2019 · 2022 · 2023 · 2024 · 2025 · 2026 · 2027 · 2028 · 2029